# Philipp Erlacher
Philipp Johann Erlacher (* 1. März 1886 in Radenthein; † 29. Jänner 1980 in Wien) war ein österreichischer Orthopäde.

## Leben
Philipp Erlacher, gebürtig aus Radenthein in Kärnten, widmete sich nach der Matura einem Studium der Medizin an der Universität Graz, das er 1910 mit dem Erwerb des akademischen Grades eines Dr. med. abschloss. Daran anschließend erhielt Erlacher eine orthopädisch chirurgische Ausbildung bei Fritz Lange in München sowie bei Hans Spitzy in Graz.
1913 übernahm Erlacher in der Nachfolge Hans Spitzys die Leitung der Orthopädischen Abteilung der Grazer Universitäts-Kinderklinik, zwei Jahre später wurde er als Soldat für den Ersten Weltkrieg eingezogen. Nach Kriegsende kehrte Philipp Erlacher nach Graz zurück, habilitierte sich 1919 für orthopädische Chirurgie und wurde 1923 zum außerordentlichen Professor ernannt.
1939 übersiedelte Philipp Erlacher nach Wien, übernahm den Lehrstuhl des emeritierten Hans Spitzy an der Universität Wien und wurde 1945 mit der ärztlichen Leitung des Orthopädischen Spitals Speising betraut, die er bis zu seiner Pensionierung 1965 innehatte.
Überdies war Erlacher 1929 Gründungsmitglied der SICOT, der Weltorganisation der orthopädischen Chirurgie, sowie ab 1949 Ehrenmitglied und 1954 Präsident der Deutschen Gesellschaft für Orthopädie und Unfallchirurgie (DGOU).
Erlacher befasste sich in seiner Arbeit in erster Linie mit der Chirurgie peripherer Nerven, der Kinderchurgie, der Skoliose sowie der Prothetik. Zudem veröffentlichte er mehr als 120 Abhandlungen über alle Fragen der Orthopädie, darunter seine 1928 erschienene grundlegende Arbeit "Technik des orthopädischen Eingriffs". Das Erlacher-Blount-Syndrom ist neben Walter Putnam Blount nach ihm benannt.  Er wurde am Hietzinger Friedhof bestattet.

## Schriften
- Ein Frühsymptom für die Differentialdiagnose der Gonitis und Koxitis tuberkulosa, Konegen, Wien, 1914
- Die Technik des orthopädischen Eingriffs: eine Operationslehre aus dem Gesamtgebiet der Orthopädie, J. Springer, Wien, 1928
- Lehrbuch der praktischen Orthopädie, Maudrich, Wien, 1955
- Orthopädie, In: Band 10 von Therapie und Praxis, Urban & Schwarzenberg, Wien, 1958